# Atoms for Peace
Atoms for Peace fue un grupo de rock experimental y electrónico británicoestadounidense formado a finales de 2009. El grupo está conformado por el cantante de Radiohead, Thom Yorke (voz, guitarra y piano), Flea de Red Hot Chili Peppers (bajo, melódica), el productor de Radiohead Nigel Godrich (guitarra y teclados), Joey Waronker (batería) y Mauro Refosco (percusión).

## Integrantes
- Thom Yorke – primera voz, piano, guitarra, teclados y percusión.
- Flea – bajo, melódica.
- Nigel Godrich – guitarra, teclados, segunda voz y percusión.
- Mauro Refosco – percusión
- Joey Waronker – batería

## Historia

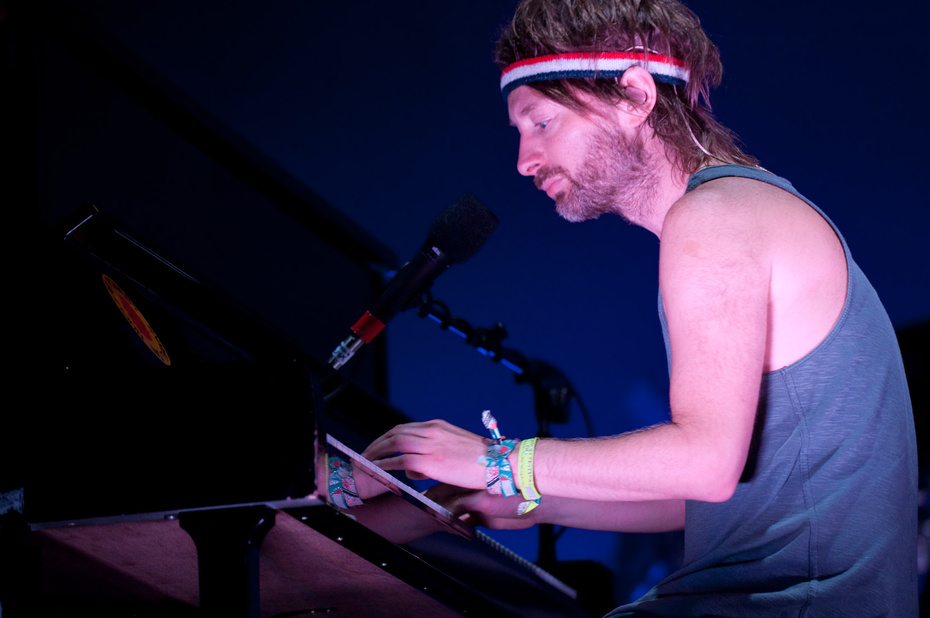
Thom Yorke con Atoms for Peace en el Fuji Rock Festival (2010).

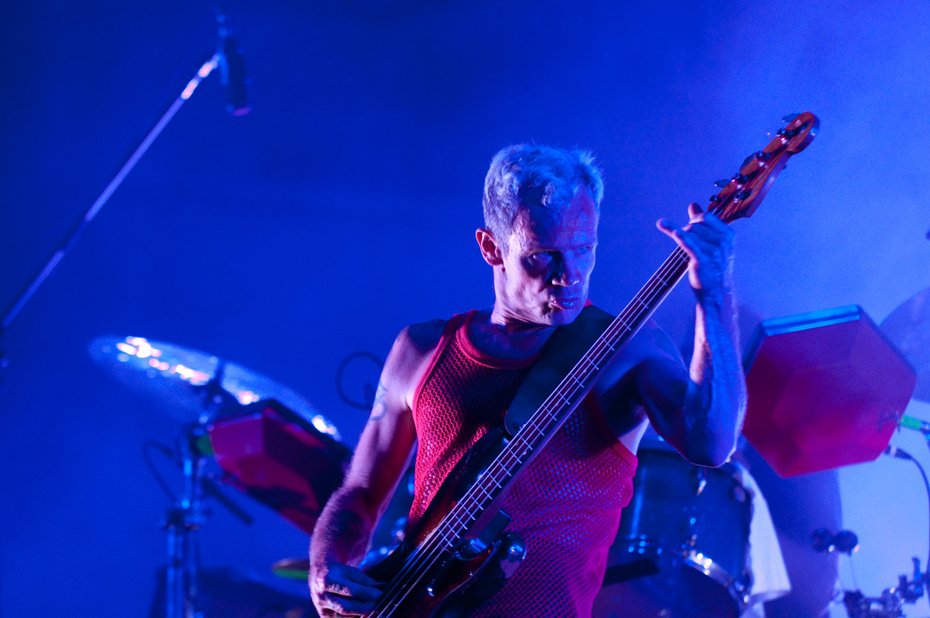
Flea en un directo con Atoms for Peace en el Fuji Rock Festival de 2010.

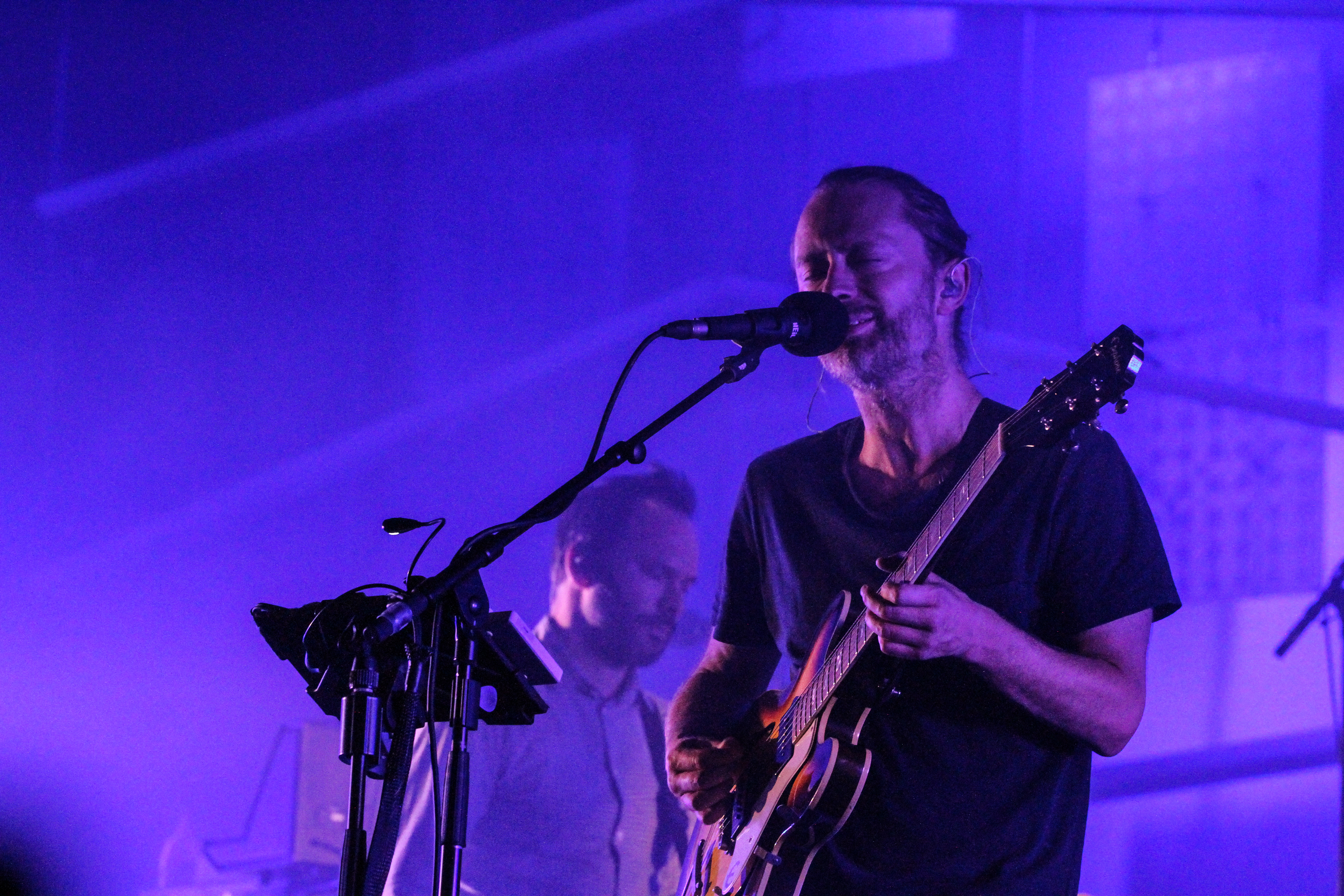
Thom Yorke y Nigel Godrich (detrás) en un concierto de la banda en el Melt! Festival 2013.

La banda tuvo su primera presentación en vivo en el Echoplex de Los Ángeles el 2 de octubre de 2009, donde fue interpretado completamente el disco de Thom Yorke como solista, The Eraser, como también algunas canciones nuevas y el lado b de Radiohead llamado "Paperbag Writer". Fue seguido de dos conciertos en el Orpheum Theatre de la misma ciudad el 4 y el 5 de octubre.
Hasta febrero del 2010, la banda no tenía nombre y era conocido como "Thom Yorke, etc." o "Thom Yorke????". Sin embargo, en la página web oficial, la banda estaba listada simplemente como "Thom Yorke". A través de la página web oficial de Radiohead, Yorke oficialmente llamó a la banda como "Atoms for Peace" (Átomos para la Paz). El nombre proviene de un discurso del presidente estadounidense Dwight D. Eisenhower  en 1953 y de una canción del álbum debut como solista de Yorke, The Eraser.
La banda se fue por dos semanas de gira por algunas ciudades importantes de los Estados Unidos, con Flying Lotus como telonero, en abril de 2010, antes de su actuación en el Festival de Coachella 2010.
Algunas de las fechas más importantes del tour de abril de 2010 fueron:
- 5.ª Roseland Ballroom, Nueva York
- 6.ª Roseland, Nueva York
- 8.ª Wang Theatre, Boston
- 10.ª Aragon Ballroom, Chicago
- 11.ª Aragon Ballroom, Chicago
- 14da Fox Oakland Theatre, Oakland
- 15.ª Fox Theatre, Oakland
- 17.ª Santa Barbara Bowl, Santa Barbara
- 18.ª Coachella Music Festival

En el Roseland Ballroom, el 5 de abril de 2010, Atoms for Peace tocó una canción, la cual Thom Yorke señaló como "la primera canción en colaboración oficial de la banda". Esa canción, titulada "Judge, Jury and Executioner" (Juez, jurado y verdugo), se estrenó el 2 de octubre de 2009 cuando la banda tocó en sus primeros shows en Los Ángeles. El nombre de esa canción es compartida con la canción de Radiohead "Myxomatosis (Judge, Jury and Executioner)".
Tras el festival de Coachella, Atoms for Peace hizo su aparición en el Fuji Rock Festival el 1 de agosto de 2010.
En una entrevista el 21 de septiembre de 2011, Thom reveló que Flea y él estaban finalizando un álbum juntos. Flea afirmó la participación de Nigel Godrich como productor. El 6 de septiembre de 2012, Atoms for Peace lanzan el sencillo "Default" en iTunes, al mismo tiempo que presentan su página web. El álbum, titulado Amok fue lanzado el 25 de febrero de 2013, con XL Recordings.
El 28 de febrero de 2013, el videoclip de la canción "Ingenue", perteneciente al álbum, es subido a YouTube. En el mismo, Thom Yorke baila con la bailarina contemporánea Fukiko Takase. Ese mismo año el grupo salió nuevamente de gira.

## Discografía
Álbumes de estudio:
- 2013: Amok

Sencillos:
- 2012: Default / What the Eyeballs Did
- 2013: Judge Jury and Executioner / S.A.D.
- 2013: Before Your Very Eyes... / Magic Beanz